# FK 보켈리
FK 보켈리(Fudbalski klub Bokelj Kotor)는 몬테네그로 코토르에 연고를 둔 몬테네그로의 프로 축구단이다. 현재 몬테네그로의 2부 리그인 몬테네그로 세컨드 리그에 소속되어 있다.

## 선수 명단

### 역대
- 블라단 아지치(2005 ~ 2006)
- 김남건(2015)

## 같이 보기
- 코토르
- 몬테네그로 1부 리그